# СВАРЗ-ТБЭС
СВАРЗ ТБЭС-ВСХВ и СВАРЗ-МТБЭС — советские двухосные двухдверные троллейбусы московского Сокольнического вагоноремонтно-строительного завода, разработанные соответственно как экскурсионный для выставочной линии «В» ВСХВ-ВДНХ (хотя позже также эксплуатировался на линиях) и маршрутный.
Аббревиатура ТБЭС-ВСХВ расшифровывается ТроллейБус Экскурсионный Сокольнический Всесоюзной СельскоХозяйственной Выставки. Соответственно МТБЭС — Модернизированный ТроллейБус Экскурсионный Сокольнический, хотя он уже не являлся экскурсионным, а работал на обычных городских маршрутах.

## История и эксплуатация
В 1954 году в Москве, после многолетнего перерыва была открыта Всесоюзная Сельскохозяйственная Выставка (ВСХВ) и на её территории проложен троллейбусный маршрут для экскурсий. По нему пустили несколько специально модернизированных для выставки троллейбусов МТБ-82Д. И всё же требовались более современные (образцово-показательные) троллейбусы, способные продемонстрировать достижения СССР в создании общественного транспорта, которому в те годы уделялось большое внимание. В 50-е годы основным троллейбусом эксплуатирующимся в советских городах был МТБ-82Д. Однако, к середине 50-х этот троллейбус начал морально устаревать. Завод имени Урицкого в городе Энгельсе ещё только работал в то время над перспективной моделью ТБУ-1. Поэтому было принято решение поручить разработку и производство нового троллейбуса столичному предприятию СВаРЗ. Первые два троллейбуса СВАРЗ-ТБЭС-ВСХВ были готовы к августу 1955 года. Несмотря на то, что троллейбусы получили узлы и агрегаты от МТБ-82, это были совершенно новые футуристичные машины с огромными боковыми окнами, не менее большими лобовыми стеклами, за счёт чего салон троллейбусов был очень светлым. На задней стенке в салоне было установлено зеркало. На передней внешней стенке кузова разместили монументальный барельеф с символом ВСХВ — скульптурной группой «Тракторист и колхозница» с входной арки выставки. Кроме этого ТБЭС получил привычную сегодня компоновку с дверями в заднем и переднем свесе, что было несомненно большим шагом вперед в то время. Первые два троллейбуса предназначались для внутреннего маршрута выставки, однако вскоре было решено наладить производство этих машин на заводе с целью обеспечения ими троллейбусных парков Москвы. Конечно, троллейбусы предназначенные для перевозки экскурсантов на ограниченной территории не слишком подходили для повседневных городских маршрутов. Поэтому вскоре на заводе была разработана более упрощённая модификация МТБЭС.

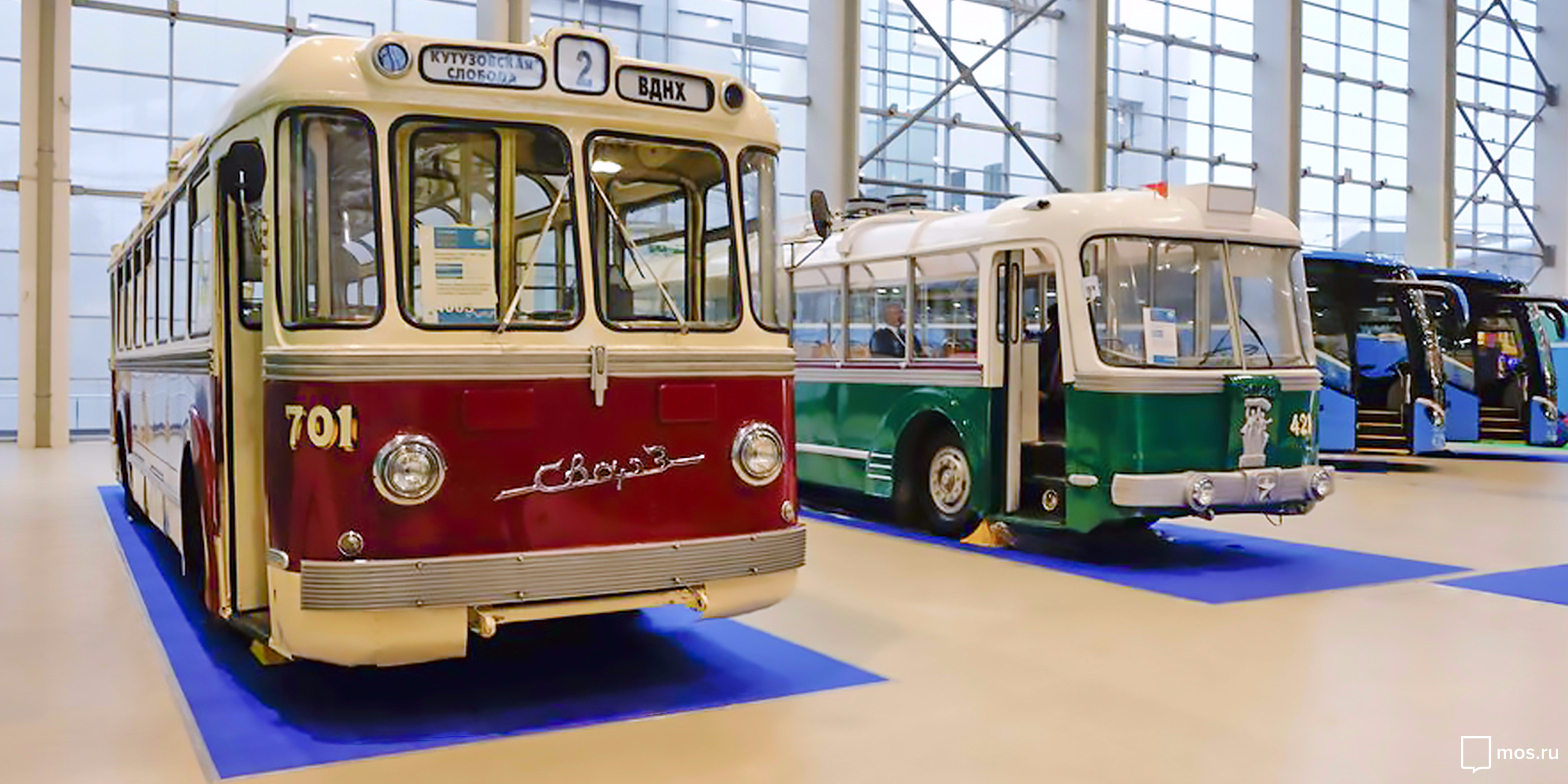
Троллейбусы СВАРЗ ТБЭС-ВСХВ-421 и СВАРЗ МТБЭС-701 на Международном салоне инноваций «Urban Transport». Москва 22-24.11.2017 г.

ТБЭС и МТБЭС выпускались в 1955—1957 и 1958—1964 годах соответственно в количестве 18 и 524 шт. Несколько десятков троллейбусов было собрано до 1959 года также на Киевском заводе электротранспорта (КЗЭТ). Троллейбусы были унифицированы с более поздними сочленёнными моделями ТС-1 и ТС-2. Электрооборудование троллейбусов было применено также на модели Киев-2 КЗЭТа. Укороченный модернизированный вариант троллейбуса МТБЭС ограниченно выпускался с 1962 года также на КЗЭТ как модель Киев-3. В 1959 году на базе ТБЭС на СВАРЗе был выпущен также опытный аккумуляторный электробус для маршрута центральный аэровокзал — аэропорт Внуково.
Эксплуатировались до 1971 и 1975 годов соответственно в Москве (в основном в 2-м, 3-м (Филёвском), 6-м троллейбусных парках), а также, поставленные в ограниченных количествах или переданные как б/у, в Киеве, Харькове, Минске (11 единиц, до 1973 года), Риге, Баку, Ярославле, Чернигове, Житомире, Ташкенте, Херсоне, Ворошиловграде, Севастополе, Крыму. В 1964 году в Москве одновременно насчитывалось наибольшее количество данных троллейбусов — 426 единиц. После 1968 года капитальный ремонт троллейбусов производился также на Московском троллейбусном заводе (МТРЗ).
Восстановленные в одном экземпляре на СВАРЗе из бытовок к 60-летию Московского троллейбуса в 1993 году троллейбус МТБЭС и к 850-летию Москвы в 1997 году троллейбус ТБЭС находятся в музее пассажирского транспорта Москвы и участвуют в парадах городского транспорта.
Точная причина столь короткого срока эксплуатации, (а последним построенным в 1964 году машинам на момент списания в 1975 году едва исполнилось 11 лет), этих троллейбусов неизвестна.
По одной версии оставшиеся троллейбусы были списаны по приказу тогдашних московских властей. Якобы троллейбусы эти устаревших моделей и не могут более эксплуатироваться в образцовом городе, столице СССР. Однако, в Москве с таким же успехом продолжал эксплуатироваться и другой тип устаревших троллейбусов — ЗИУ-5, причем в Белокаменной они пережили СВАРЗы на 12 лет. Кроме того, списание последних троллейбусов СВАРЗ произошло почти одновременно и в других городах страны, где они эксплуатировались.
Наиболее вероятными представляются версии о проблеме с жесткостью кузова у этих машин, а значит и его недолговечности (особенно у ТБЭС) а также нахождение большей части электрооборудования у СВАРЗов под полом. Грязь и коррозия со временем сделали своё дело и повлияли на быструю изношенность и даже пожароопасность электрооборудования, например в Москве 19 июля 1974 года на 42-м маршруте сгорел один из МТБЭС. Заниматься же капитально-восстановительным ремонтом не имело смысла, поскольку Москва достаточно хорошо и своевременно обновляла свой троллейбусный парк новыми машинами.

## Особенности и технические характеристики
По сравнению с основным к началу того времени троллейбусом МТБ-82, троллейбусы (особенно ТБЭС) отличались эффектным и современным дизайном и более комфортабельными и светлыми салонами благодаря большому оконному остеклению и окнам из гнутых стёкол в скатах крыши, за что в народе получили прозвища «стекляшки». При этом на модели ТБЭС боковые окна ещё и поднимались под крышу как шторки. Однако эти особенности одновременно обусловили основные недостатки данных троллейбусов — непрочная конструкция, протекание крыши и другое.
| Годы выпуска                           | 1955—1964           |
| Годы эксплуатации                      | 1956—1975           |
| Всего выпущено машин                   | 542                 |
| Число мест для сидения / общее         | 32—37 / 91          |
| Колесная формула                       | 4х2                 |
| Мощность двигателя ДК-202Б, кВт        | 86                  |
| Максимальная скорость ТБЭС/МТБЭС, км/ч | 50 / 60             |
| Длина / ширина / высота, мм            | 11500 / 2626 / 3650 |
| База, мм                               | 6000                |
| Снаряжённая масса, кг                  | 10800               |

## В фильмах
- В фильме «Берегись автомобиля» невеста Юрия Деточкина, Люба, водит троллейбус СВАРЗ модели МТБЭС.
- Салон ТБЭС изнутри можно видеть в фильме «Девушка без адреса».
- Троллейбус МТБЭС внутри и снаружи показан в фильме «Приключения жёлтого чемоданчика»
- Троллейбус эффектного внешнего вида часто фигурирует также в советско-французском фильме «Леон Гаррос ищет друга», фильме «Первый троллейбус» и некоторых других фильмах, а позже в документальных и рекламных роликах.
- Проезжающие навстречу друг другу троллейбусы СВАРЗ-МТБЭС и МТБ-82 показывают в начале фильма Джентльмены удачи